# Harmony Borax Works
Les Harmony Borax Works sont d'anciennes installations minières américaines dans le comté d'Inyo, en Californie. Protégées au sein du parc national de la vallée de la Mort, les ruines de ce site d'exploitation du borax font partie des California Historical Landmarks depuis le 16 août 1962 et sont inscrites au Registre national des lieux historiques depuis le 31 décembre 1974.